# گندمی
گندمی (به انگلیسی: Wheat) رنگی است که رنگ زرد روشن دانه گندم را یادآور می‌شود.
نخستین استفاده ثبت‌شده از گندمی به عنوان نام رنگ در انگلیسی در سال ۱۷۱۱ بود.
گندمی یکی از رنگ‌های وب X11 است.

## جستارهای بیشتر
- فهرست‌های رنگ‌ها